# Tendaguripterus
Tendaguripterus is een geslacht van uitgestorven pterosauriërs dat leefde tijdens het Laat-Jura in het gebied van het huidige Tanzania
Bij de opgravingen van de grote Duitse dinosauriërexpedities tussen 1909 en 1913 in Duits-Oost-Afrika bij Tendaguru werden ook fossielen van kleinere soorten vergaard. Een daarvan werd door de Duitse onderzoeker Hans Reck in 1931 herkend als dat van een pterosauriër, maar verder niet benoemd.
In 1999 benoemden David Unwin en Wolf-Dieter Heinrich een nieuw geslacht voor het materiaal. De typesoort is Tendaguripterus recki. De geslachtsnaam verwijst naar de Tendaguru en verbindt de naam daarvan met een gelatiniseerd Klassiek Grieks pteron, 'vleugel'. De soortaanduiding eert Reck.
Het fossiel, holotype MB.R.1290 (Museum für Naturkunde, Berlin), is gevonden in een laag kalkgesteente uit het Kimmeridgien, zo'n 151 miljoen jaar oud. Het is niet samengedrukt. Het bestaat uit het achterste deel van de symphysis mandibulae, de samengroeiing van de twee onderkaken tot één geheel, de mandibula. De symphysis mandibulae is vrij hoog en van boven diep uitgehold. Het lijkt erop dat de rami, de onderkaken die achteraan onvergroeid de 'takken' van de mandibula vormen, snel uiteenweken. De tanden staan vrij ver uit elkaar en zijn lang, spits en glad. Uniek voor pterosauriërs is dat ze sterk naar achteren gericht zijn. De achterste tanden zijn de grootste. Ze staan in duidelijk te onderscheiden tandkassen die ieder een lichte ronde verhoging van de kaak vormen.
Wegens de verhoogde rand van de tandkassen en de als lang veronderstelde symphysis mandibulae plaatsten Unwin en Heinrich Tendaguripterus eerst in de Germanodactylidae. Daarna werd hij beschouwd als een lid van de Dsungaripteridae en vervolgens als een basaal lid van de Dsungaripteroidea. In 2007 stelde Alexander Kellner echter dat het niet eens zeker was of de soort wel tot de ruimere Pterodactyloidea behoorde en niet wellicht een basale pterosauriër vertegenwoordigde. De overeenkomsten met Germanodactylus en Dsungaripterus beschouwde hij als zeer oppervlakkig. Hij wees Tendaguripterus wegens al die onzekerheid toe aan een nieuw benoemde maar ongedefinieerde klade waarvan hij het enige lid vormt: de Tendaguripteridae.
De geschatte schedellengte is twintig centimeter. De vleugelspanwijdte zal ongeveer 140 centimeter hebben bedragen.